# あめりか祭
『あめりか祭』（あめりかさい、原題・英語: State Fair）は、1933年に製作・公開されたアメリカ合衆国の映画である。

## 概要
フィル・ストングの小説『ステート・フェア』の映画化作品であり、ヘンリー・キングが監督、ジャネット・ゲイナーとウィル・ロジャースが親子役で主演した。
1945年にフォックス社の後身・20世紀フォックスによりリチャード・ロジャース作曲、オスカー・ハマースタイン2世作詞のミュージカル映画『ステート・フェア』として再映画化された。このミュージカル映画は1962年に再度同じタイトルで映画化された。

## キャスト
- マージー・フレイク：ジャネット・ゲイナー
- エイベル（マージーの父）：ウィル・ロジャース
- パット・ギルバート：リュー・エアーズ
- エミリー・ジョイス：サリー・アイラース
- ウェイン（マージーの兄）：ノーマン・フォスター
- メリッサ（マージーの母）：ルイーズ・ドレッサー

## スタッフ
- 監督：ヘンリー・キング
- 製作：ウィンフィールド・R・シーハン（クレジットなし）
- 脚本：ソニヤ・レヴィン、ポール・グリーン
- 音楽：ルイス・デ・フランチェスコ
- 撮影：ハル・モーア
- 編集：ロバート・ビショフ
- 装置：ダンカン・クレイマー
- 衣装：リタ・カウフマン

## アカデミー賞ノミネーション
- 作品賞
- 脚色賞：ソニヤ・レヴィン、ポール・グリーン